# جاك كلانسي
جاك كلانسي (بالإنجليزية: Jack Clancy)‏ هو لاعب كرة قدم أمريكية أمريكي، ولد في 18 يونيو 1944 في همبولدت في الولايات المتحدة.

## وصلات خارجية
- جاك كلانسي على موقع مرجع كرة القدم المحترفة.كوم (الإنجليزية)